# Dirk Horten
Dirk Wolfram Horten (* 14. Dezember 1939 in Hörnum auf Sylt) ist ein Vizeadmiral außer Dienst der Marine der Bundeswehr und war von 1995 bis 2000 Befehlshaber der Flotte.

## Militärische Laufbahn
Horten trat im April 1958 als Offizieranwärter in die Bundesmarine ein und wurde zum Wachoffizier auf U-Booten ausgebildet und als solcher eingesetzt. Von September 1965 bis September 1968 war er Kommandant des U-Boots U 8 der Klasse 205 und anschließend bis Dezember 1968 Kommandant von U 6 derselben Klasse.
Von Oktober 1971 bis September 1973 nahm er am 13. Admiralstabsausbildung an der Führungsakademie der Bundeswehr in Hamburg teil. Im Anschluss daran wurde er stellvertretender Kommandeur und S3-Stabsoffizier des 1. Ubootgeschwaders. Am 1. Juli 1974 zum Fregattenkapitän befördert übernahm er am 1. Oktober 1975 das Kommando über das 3. Ubootgeschwader.
Von August 1977 bis September 1980 war Horten Referent im Bundesministerium der Verteidigung. Am 1. Oktober 1980 zum Kapitän zur See befördert wurde er Dezernatsleiter im Stab des Deutschen Militärischen Vertreters beim Militärausschuss der NATO in Brüssel. Von Oktober 1983 bis September 1986 war Horten Gruppenleiter im Marineunterstützungskommando in Wilhelmshaven.
Am 1. Oktober 1986 übernahm Horten das Kommando über die Ubootflottille. Am 1. Oktober 1988 wurde er zum Flottillenadmiral befördert und übernahm die Aufgabe eines Abteilungsleiters im Marineunterstützungskommando. Am 1. Oktober 1989 wurde er bis März 1993 dessen stellvertretender Kommandeur. Von Oktober 1990 bis April 1991 war Horten abkommandiert als Kommandeur des Marinekommandos Rostock, und zugleich Marinekommandeur des Bundeswehrkommandos Ost. In dieser Zeit war er für die Übernahme und Eingliederung von Teilen der Volksmarine in die Bundesmarine verantwortlich.
Am 1. Oktober 1993 wurde Horten, nunmehr als Konteradmiral, Stellvertreter des Inspekteurs der Marine und Chef des Stabes des Führungsstabs der Marine. Am 1. April 1995 wurde er zum Vizeadmiral befördert und übernahm das Kommando über die Flotte. Von diesem Dienstposten aus trat er am 31. März 2000 in den Ruhestand.
Horten ist verheiratet und hat zwei Kinder.

## Auszeichnungen
- 1983: Ehrenkreuz der Bundeswehr in Gold
- 1992: Verdienstkreuz am Bande des Verdienstordens der Bundesrepublik Deutschland
- 1996: Komturkreuz des Ordre national du Mérite (Frankreich)